# Eulamprus martini
Eulamprus martini är en ödleart som beskrevs av  Wells och WELLINGTON 1985. Eulamprus martini ingår i släktet Eulamprus och familjen skinkar. Inga underarter finns listade i Catalogue of Life.